# Rao (Navia de Suarna)
Rao (llamada oficialmente Santa María de Rao) es una parroquia y una aldea española del municipio de Navia de Suarna, en la provincia de Lugo, Galicia.

## Geografía
Rao se encuentra en los contrafuertes de la sierra de Ancares, en la comarca lucense de Ancares. Una ruta de senderismo que parte de la aldea de Coro hasta alcanzar la de Pandozarco, en la subida hasta el puerto de Ancares, recorre la garganta del río Rao a proximidad del pueblo de Rao.

## Historia
Tradicionalmente la parroquia de Rao, igual que las parroquias vecinas de Suarbol y Balouta, dependía de la diócesis de Oviedo a la que pertenecieron hasta 1954. Aquel año, en cumplimiento de lo acordado en el concordato del 27 de agosto de 1953 entre la Santa Sede y el Gobierno Español para ajustar en la medida de lo posible las lindes de las diócesis a las de las provincias civiles, Suarbol y Balouta pasaron a la diócesis de Astorga y Rao a la de Lugo.

### La fundición de Rao
Existe una tradición de explotación de los yacimientos de hierro presentes en la región desde la época de los romanos debido a la necesidad de fabricar herramientas para las minas de oro de los concejos vecinos de Ibias, Santa Eulalia de Oscos o Tineo. Tres factores favorecían esta actividad minera en una región tan mal comunicada y alejada de los grandes núcleos de población: cercanía de los yacimientos minerales, abundancia de combustible a proximidad y que nunca faltase agua para activar las maquinarias. En la parroquia de Rao, hubo dos factorías siderúrgicas en la primera mitad del siglo XIX, que funcionaron en dos épocas distintas.
A mediados del siglo XVIII, no había ninguna actividad industrial o minera en Rao, tal y como consta en el interrogatorio del Catastro del marqués de la Ensenada. Pero según consta en diversa documentación, en torno a 1794 se construyó la ferrería de la Santísima Trinidad de Rao, conocida como «La Trinidad» o «Trinidad». En diciembre de 1796 se remató el edificio de la empresa y en 1801 se acordó arreglar y mejorar los caminos y puentes de la parroquia dañados por las obras de construcción, como el puente sobre el río Abeado (actual río Balouta) cuyas aguas alimentaban la ferrería, para que pudieran servir tanto para transporte de material como traslado de ganado.
En 1827 se documentaban varios yacimientos de hierro en el valle del río Rao, pero fue en 1850 cuando la memoria de la Junta Calificadora de los Productos de la Industria Española presentada al ministro de Comercio, Instrucción y Obras Públicas le dedicó un párrafo a la factoría de Rao para la Exposición Industrial de España, celebrada en Madrid en 1850. En efecto, una segunda empresa siderúrgica, la Fábrica Demetria de Rao, empezó su actividad a finales de 1847 y se mantuvo activa hasta septiembre de 1851. Empleaba a mucha mano de obra de la parroquia que según el Madoz de 1850 tenía entonces 140 vecinos; en la misma factoría trabajaban entonces 33 hombres:
- 4 fundidores
- 12 moldeadores
- 3 picadores
- 3 cargadores
- 1 escurridor
- 6 limadores o pulidores
- 2 herreros
- 2 carpinteros

A los que habría que añadir los vecinos que se dedicaban a cortar leña, hacer carbón y llevarlo a la fábrica, así como los que transportaban los objetos fabricados, los lingotes y los desperdicios.
Pero la dramática situación socioeconómica de España a mediados del siglo XIX, en la que la miseria asoló la península y las malas cosechas provocaron una terrible hambruna, abocaron a la empresa a su cierre. Si no se tenía dinero para comprar pan, menos se tenía para comprar potes de hierro cuando los tradicionales de barro eran mucho más baratos.

## Organización territorial
La parroquia está formada por catorce entidades de población, constando trece de ellas en el nomenclátor del Instituto Nacional de Estadística español:

### Entidades de población
Entidades de población que forman parte de la parroquia:
- Aigas
- Asar
- Becerral
- Coro
- Faquís
- Folgueiras de Aigas
- Laxo
- Meda
- Murias (Murias de Rao)
- Prebello
- Rao
- Robledo (Robledo de Rao)
- Traserra

### Despoblado
Despoblado que forma parte de la parroquia:
- Peliceira

## Demografía

### Parroquia
| Gráfica de evolución demográfica de Rao (parroquia) entre 2000 y 2020 |
|                                                                       |
| Datos según el nomenclátor publicado por el INE.                      |

### Aldea
| Gráfica de evolución demográfica de Rao (aldea) entre 2000 y 2020 |
|                                                                   |
| Datos según el nomenclátor publicado por el INE.                  |